# Citronensäuretri-n-butylester
Citronensäuretri-n-butylester ist eine chemische Verbindung aus der Gruppe der substituierten Carbonsäureester.

## Eigenschaften
Die Verbindung ist ein farb- und geruchlose, brennbare, schwer entzündbare Flüssigkeit, die praktisch unlöslich in Wasser ist.

## Verwendung
Die Verbindung wird zur Herstellung anderer chemischer Verbindungen (wie zum Beispiel Acetyltributylcitrat) verwendet. Es hat sehr ähnliche Eigenschaften wie dieses und wird ebenfalls als Weichmacher für PVC und andere Polymere eingesetzt.